# JOKER (D☆DATEの曲)
「JOKER」（ジョーカー）は、D☆DATEの5枚目のシングル。2012年2月22日にユニバーサルミュージックから発売された。

## 解説
前作「Love Heaven」に続く「2か月連続リリース」の第2弾シングル。初回限定盤A・初回限定盤B・通常盤の3種形態での発売。ユニバーサルミュージックから発売された最後のシングルであり、デビュー以降の4人編成での最後のシングルである。
リーダーの荒木宏文がカップリング（初回盤）「See you later…Good night」の作詞を担当している。
窪田崇の監督による「D☆DATEが窃盗団」という設定のサスペンスショートムービーが制作され、同作に女優の大政絢がゲスト出演している。CD発売当日に東京・新宿バルト9で上映会が行われ、メンバーによるマジックも披露された。
ショートムービーと連動したテレビ番組『D☆DATE「Who is JOKER?」』がテレビ東京で放送された。

## 収録曲

### 初回限定盤A
品番：UMCC-5912
CD
1. JOKER
  - 作詞：JIN、中村彼方 / 作曲：JIN / 編曲：JIN、nishi-ken

テレビ朝日系『お願い!ランキング』2012年2月エンディングテーマ
中京テレビ『サタメン!!!』エンディングテーマ
2. See you later…Good night
  - 作詞：Hirofumi Araki / 作曲：Hiroo Yamaguchi / 編曲：Kiyohito Komatsu
3. JOKER （instrumental）
4. See you later…Good night （instrumental）

DVD
1. 「JOKER」ビデオクリップ
2. メイキング映像

特典
- メンバーのソロ絵柄による差し替えジャケット（ランダムに封入）

### 初回限定盤B
品番：UMCC-5913
CD
※初回限定盤Aに同じ
DVD
- ショートムービー「JOKER」

### 通常盤
品番：UMCC‐5041
CD
1. JOKER
2. Your Magic
  - 作詞：Kiyohito Komatsu / 作曲・編曲：REO・SHIKATA

「札幌コレクション 2012」テーマソング
3. JOKER （instrumental）
4. Your Magic （instrumental）